# Horst Meier (Agent)
Horst Meier (* 1925 bei Zeitz; † Herbst 2016) war ein deutscher Agent und bildender Künstler.
Meier machte eine Elektrikerlehre und diente 1944 im Zweiten Weltkrieg an der Ostfront. Er blieb fünf Jahre in Kriegsgefangenschaft. In Riga besuchte er eine Antifa-Schule. Nach seiner Entlassung machte er Abitur, studierte in Leipzig Journalismus und arbeitete in Suhl als Kulturredakteur. Er heiratete und hatte mit seiner Frau vier Kinder. 1960 wurde die Ehe geschieden.
Später holte ihn Klaus Rösler, ein Freund aus der Antifa-Schule, in die Hauptverwaltung Aufklärung (HVA), den Auslandsgeheimdienst der DDR. Unter dem Namen Erwin Miserre (dem Namen eines Auswanderers aus der DDR über die Bundesrepublik nach Kanada) reiste er in die Bundesrepublik und dann nach Brüssel, dem Sitz der NATO. Als Resident hatte er die Funktion eines Mittelsmannes zwischen den Agenten vor Ort und der Zentrale der HVA. Sein Führungsoffizier war Karl Rehbaum, dem auch der Spion Rainer Rupp alias Topas unterstand.
In Brüssel besuchte Meier Kurse in Bildhauerei und assistierte dem bekannten belgischen Bildhauer Olivier Strebelle. Nachdem das Bundesamt für Verfassungsschutz herausgefunden hatte, dass die HVA für Agenten die Biografien von Auslandsdeutschen nutzte, und die Gefahr einer Enttarnung drohte, wurde Meier 1976 in die DDR zurückbeordert. Seine belgische Freundin begleitete ihn; sie heirateten und hatten zwei Kinder. Meier lebte 40 Jahre in Brandenburg als Künstler. Er signierte seine Werke mit EM, den Anfangsbuchstaben seines Tarnnamens. Eine Skulptur fertigte er 1983 für den HVA-Chef Markus Wolf. Er starb mit 91 Jahren als Pflegefall.